# 墨里奇奧·古馳
墨里奇奥·古驰（義大利語：Maurizio Gucci，1948年9月26日—1995年3月27日），意大利商人，曾任时装品牌古驰掌门人，为演员鲁道夫·古驰的儿子、古驰品牌创办人古馳奧·古馳的孙子。1995年3月27日被前妻帕特里夏·雷吉亚尼雇佣杀手刺杀身亡。

## 生平
1948年9月26日，墨里奇奥·古驰在意大利佛罗伦萨出生，是演员鲁道夫·古驰和桑德拉·拉威尔的独子。1972年，古驰搬到纽约，到叔叔奥尔多·古驰的古驰公司就职。1980年代初，墨里奇奥获父亲赠予奥林匹克大厦一间空中别墅，在那里居住，1982年搬回米兰。1983年，与奥尔多展开诉讼战，争夺奥尔多在他父亲死后持有的古驰大多数股份。
1986年，墨里奇奥逃到瑞士，躲避奥尔多为复仇起诉他伪造鲁道夫的签名，以此躲避遗产税。墨里奇奥最初被判有罪，后获释。1988年，墨里奇奥将古驰47.8%的股份卖给巴林投资基金Investcorp。
1989年，墨里奇奥成为古驰董事长。1991年到1993年，古驰的财务状况处于亏损状态，墨里奇奥被指在佛罗伦萨和米兰的总部挥霍大量金钱。最终他在1993年以1.7亿美元的高价，将持有的余下股份卖给Investcorp，彻底终结古驰家族与公司的联系。

## 婚姻
1972年，古驰与帕特里夏·雷吉亚尼结婚，育有两女阿莱格拉（Allegra）和亚历山德拉（Alessandra）。墨里奇奥的父亲鲁道夫起初不同意这门婚事，认为帕特里夏是“暴发户，脑子里除了钱就没有其他东西”。1985年，墨里奇奥跟帕特里夏说要到佛罗伦萨出差几天，第二天就让朋友跟帕特里夏说他不回来了，以此结束婚姻。
1990年开始，古驰与曾出席他婚礼的青梅竹马保拉·弗兰奇约会。两人因过着不愉快的婚姻生活走到一起，并在一起同居了5年，住在米兰威尼斯街的豪华公寓。1994年，古驰与前妻正式离婚，开始计划在瑞士圣莫里茨的庄园迎娶弗兰奇。

## 遇害
1995年3月27日，正要上班的墨里奇奥被受雇杀手在办公室外的台阶处开枪打死。他的前妻帕特里夏于1998年因策划案件被判有罪。检方表示，帕特里夏嫉妒、怨恨前夫，觊觎前夫的金钱，因而雇凶杀人，认为她想控制前夫的资产，阻止对方和保拉·弗兰奇成婚，以免自己的离婚赡养费减半。最终帕特里夏被判18年监禁，2016年10月获释。

## 流行文化
改编自墨里奇奥经历的电影《Gucci：豪門謀殺案》由雷德利·斯科特执导，Lady Gaga扮演帕特里夏，亞當·崔佛扮演墨里奇奥，2021年11月24日由联美在美国发行。
针对影片描绘家族成员及谋杀案，古驰家族发表声明，认为“影片表面上说要讲述家族的‘真实故事’，但内容并不准确，将担任公司总裁30年的阿尔多·古驰及其他家人等有史料记载的主角描绘恶棍，描绘成对周遭世界冷漠、一无所知。”